# AES (ген)
AES (англ. Amino-terminal enhancer of split) – білок, який кодується однойменним геном, розташованим у людей на короткому плечі 19-ї хромосоми. Довжина поліпептидного ланцюга білка становить 197 амінокислот, а молекулярна маса — 21 970.
| 10         |  | 20         |  | 30         |  | 40         |  | 50         |
| ---------- |  | ---------- |  | ---------- |  | ---------- |  | ---------- |
| MMFPQSRHSG |  | SSHLPQQLKF |  | TTSDSCDRIK |  | DEFQLLQAQY |  | HSLKLECDKL |
| ASEKSEMQRH |  | YVMYYEMSYG |  | LNIEMHKQAE |  | IVKRLNGICA |  | QVLPYLSQEH |
| QQQVLGAIER |  | AKQVTAPELN |  | SIIRQQLQAH |  | QLSQLQALAL |  | PLTPLPVGLQ |
| PPSLPAVSAG |  | TGLLSLSALG |  | SQAHLSKEDK |  | NGHDGDTHQE |  | DDGEKSD    |

A: Аланін

C: Цистеїн

D: Аспарагінова кислота

E: Глутамінова кислота

F: Фенілаланін

G: Гліцин

H: Гістидин

I: Ізолейцин

K: Лізин

L: Лейцин

M: Метіонін

N: Аспарагін

P: Пролін

Q: Глутамін

R: Аргінін

S: Серин

T: Треонін

V: Валін

Кодований геном білок за функціями належить до репресорів, фосфопротеїнів. 
Задіяний у таких біологічних процесах, як транскрипція, регуляція транскрипції, сигнальний шлях Wnt, альтернативний сплайсинг. 
Локалізований у ядрі.